# Campeonato Sul-Americano de Atletismo Sub-20 de 2024
O Campeonato Sul-Americano de Atletismo Sub-20 de 2024 foi a 46ª edição da competição de atletismo organizada pela CONSUDATLE para atletas com menos de vinte anos, classificados como sub-20. O evento foi realizado na Villa Deportiva Nacional, em Lima, no Peru, entre 12 a 14 de julho de 2024. Contou com 13 nacionalidades distribuídos em 45 eventos, com destaque para o Brasil com 11 medalhas de ouro.

## Quadro de medalha
A contagem de medalhas foi publicada.
| Ordem | País      | Medalha de ouro | Medalha de prata | Medalha de bronze | Total |
| ----- | --------- | --------------- | ---------------- | ----------------- | ----- |
| 1     | Brasil    | 11              | 12               | 16                | 39    |
| 2     | Colômbia  | 8               | 13               | 5                 | 26    |
| 3     | Argentina | 8               | 8                | 4                 | 20    |
| 4     | Equador   | 7               | 5                | 8                 | 20    |
| 5     | Chile     | 4               | 5                | 3                 | 12    |
| 6     | Peru      | 3               | 1                | 5                 | 9     |
| 7     | Guiana    | 2               | 0                | 1                 | 3     |
| 8     | Paraguai  | 1               | 0                | 1                 | 2     |
| 8     | Venezuela | 1               | 0                | 1                 | 2     |
| 9     | Uruguai   | 0               | 1                | 0                 | 1     |
| 10    | Bolívia   | 0               | 0                | 1                 | 1     |
| Total | Total     | 45              | 45               | 45                | 135   |

## Medalhistas
Esses foram os resultados do campeonato.

### Masculino
| Evento                      | Ouro                                                                             | Ouro     | Prata                                                                         | Prata    | Bronze                                                                          | Bronze                                |
| --------------------------- | -------------------------------------------------------------------------------- | -------- | ----------------------------------------------------------------------------- | -------- | ------------------------------------------------------------------------------- | ------------------------------------- |
| 100 metros                  | Benjamín Aravena · Chile                                                         | 10.65    | Aron Earl · Peru                                                              | 10.66    | Tomás Mondino · Argentina                                                       | 10.82                                 |
| 200 metros                  | Benjamín Aravena · Chile                                                         | 21.62    | Wesley da Silva · Brasil                                                      | 21.66    | Paulo Batista · Brasil                                                          | 21.73                                 |
| 400 metros                  | Malachi Austin · Guiana                                                          | 47.21    | Ian Andrey Pata · Equador                                                     | 47.69    | Vinícius Galeno · Brasil                                                        | 48.29                                 |
| 800 metros                  | Uriel Muñoz · Argentina                                                          | 1:51.22  | Lucas Jara · Chile                                                            | 1:51.84  | Bryan Alves · Brasil                                                            | 1:52.00                               |
| 1 500 metros                | Uriel Muñoz · Argentina                                                          | 3:55.82  | Lucas Jara · Chile                                                            | 3:56.31  | Luis Huamán · Peru                                                              | 3:57.48                               |
| 3 000 metros                | Luis Huamán · Peru                                                               | 8:38.31  | Manuel Rojas · Argentina                                                      | 8:39.08  | Brayan Huanca · Peru                                                            | 8:40.90                               |
| 5 000 metros                | Kheny Meneses · Peru                                                             | 14:27.60 | Manuel Rojas · Argentina                                                      | 14:28.44 | Brayan Huanca · Peru                                                            | 14:39.97                              |
| 110 metros barreiras        | Vinícius de Brito · Brasil                                                       | 13.86    | Odair de Aguiar Jr. · Brasil                                                  | 14.09    | Gerónimo Canizales · Colômbia                                                   | 14.17                                 |
| 400 metros barreiras        | José David Mosquera · Colômbia                                                   | 52.11    | Ramón Fuenzalida · Chile                                                      | 52.46    | Ian Andrey Pata · Equador                                                       | 52.86                                 |
| 3.000 metros com obstáculos | Samuel Santana · Brasil                                                          | 9:08.79  | Leonardo Guerrero · Argentina                                                 | 9:13.4   | Julio Espinoza · Chile                                                          | 9:27.3                                |
| 4×100 metros estafetas      | Brasil · Murilo Silva · Wesley da Silva · Renan Akamine · Paulo Henrique Batista | 41.20    | Argentina · Francisco Ferreccio · Diego Pérez · Manuel Juárez · Tomás Mondino | 41.47    | Equador · José Luis Guevara · Ian Andrey Pata · Johnny Ramírez · Roy Jair Chila | 41.84                                 |
| 4×400 metros estafetas      | Brasil · Vinícius Galeno · Bryan Alves · Lucas Rosa · Carlos Eduardo Domingos    | 3:14.63  | Argentina · Manuel Juárez · Diego Pérez · Tomás Mirón · Tomás Mondino         | 3:14.94  | Colômbia · Esteban Bermúdez · Héctor Barrios · José David Mosquera · Óscar Leal | 3:16.48                               |
| 10 km marcha atlética       | Jesús Ramírez · Colômbia                                                         | 43:06.71 | Julián Alfonso · Colômbia                                                     | 43:07.55 | Iván Oña · Equador                                                              | 43:25.79                              |
| Salto em altura             | Jholeixon Rodríguez · Equador                                                    | 2.01     | Janer Caicedo · Colômbia                                                      | 1.95     | Eric Cardoso · Brasil                                                           | 1.95                                  |
| Salto com vara              | Pedro Aparecido · Brasil                                                         | 4.70     | Andrés Torres · Colômbia                                                      | 4.40     | Apenas dois atletas com notas válidas                                           | Apenas dois atletas com notas válidas |
| Salto em comprimento        | Murilo Silva · Brasil                                                            | 7.32     | Renan Akamine · Brasil                                                        | 7.08     | Christopher Thiessen · Paraguai                                                 | 7.01                                  |
| Salto triplo                | Santiago Theran · Colômbia                                                       | 15.56    | Gilvan da Costa · Brasil                                                      | 15.52    | Roy Jair Chila · Equador                                                        | 14.98                                 |
| Arremesso de peso           | Alessandro Soares · Brasil                                                       | 18.48    | Erik Caicedo · Equador                                                        | 17.02    | Pedro Modesto · Brasil                                                          | 16.79                                 |
| Lançamento de disco         | Juan David Montaño · Colômbia                                                    | 60.29    | lberto Rodrigues · Brasil                                                     | 58.56    | Alan Fell · Chile                                                               | 53.88                                 |
| Lançamento do martelo       | Cipriano Riquelme · Chile                                                        | 68.19    | Juan Sebastián Scarpetta · Colômbia                                           | 68.16    | Eduardo Fernandes · Brasil                                                      | 66.33                                 |
| Lançamento do dardo         | Yirmar Torres · Equador                                                          | 73.21    | Arthur Curvo · Brasil                                                         | 71.90    | Orlando Fernández · Venezuela                                                   | 67.70                                 |
| Decatlo                     | Romeo Männel · Paraguai                                                          | 6868     | Edgar Rosabal · Uruguai                                                       | 6802     | Facundo Millan · Chile                                                          | 6398                                  |

### Feminino
| Evento                      | Ouro                                                                           | Ouro     | Prata                                                                        | Prata    | Bronze                                                                              | Bronze   |
| --------------------------- | ------------------------------------------------------------------------------ | -------- | ---------------------------------------------------------------------------- | -------- | ----------------------------------------------------------------------------------- | -------- |
| 100 metros                  | Atheleyha Hinckson · Guiana                                                    | 11.76    | María Camila Maturana · Colômbia                                             | 11.85    | Vanessa dos Santos · Brasil                                                         | 11.86    |
| 200 metros                  | Antonia Ramírez · Chile                                                        | 24.24    | Dana Jiménez · Colômbia                                                      | 24.32    | Hakelly da Silva · Brasil                                                           | 24.41    |
| 400 metros                  | Julia Ribeiro · Brasil                                                         | 54.32    | Nahomy Castro · Colômbia                                                     | 54.87    | Tianna Springer · Guiana                                                            | 55.12    |
| 800 metros                  | Isabel Conde · Argentina                                                       | 2:06.00  | Sabrina Pena · Brasil                                                        | 2:08.57  | Luise Braga · Brasil                                                                | 2:09.20  |
| 1 500 metros                | Vanessa Alder · Equador                                                        | 4:28.07  | Lily Alder · Equador                                                         | 4:28.30  | Luise Braga · Brasil                                                                | 4:28.96  |
| 3 000 metros                | Vanessa Alder · Equador                                                        | 9:50.61  | Karol Luna · Colômbia                                                        | 9:51.41  | Luz Arias · Peru                                                                    | 9:51.88  |
| 5 000 metros                | Luz Arias · Peru                                                               | 17:07.70 | Alison Guamán · Equador                                                      | 17:11.07 | Lilian Mateo · Bolívia                                                              | 17:17.62 |
| 100 metros barreiras        | Helen Bernard · Argentina                                                      | 13.82    | Catalina Rozas · Chile                                                       | 13.90    | Luciana Zapata · Colômbia                                                           | 13.93    |
| 400 metros barreiras        | Amanda da Silva · Brasil                                                       | 59.63    | Paola Loboa · Colômbia                                                       | 1:00.13  | Helen Bernard · Argentina                                                           | 1:00.19  |
| 3.000 metros com obstáculos | Alison Guamán · Equador                                                        | 10:35.97 | Laura Camargo · Colômbia                                                     | 10:44.78 | Rusell Cjuro · Peru                                                                 | 10:50.40 |
| 4×100 metros estafetas      | Brasil · Beatriz Silva · Vanessa dos Santos · Pietra Simões · Hakelly da Silva | 46.15    | Chile · Sofia Segura · Antonia Ramírez · Catalina Rozas · Blanca Yarur       | 46.23    | Colômbia · Luciana Zapata · Dana Jiménez · María Camila Maturana · Stefany Julio    | 46.55    |
| 4×400 metros estafetas      | Colômbia · Isabella Hurtado · Lenis Rivas · Nahomy Castro · Paola Loboa        | 3:43.24  | Argentina · Helen Bernard · Juana Zuberbuhler · Malena Galván · Isabel Conde | 3:45.22  | Brasil · Beatriz Silva · Nykolli Rangel · Maria Eduarda de Oliveira · Julia Ribeiro | 3:47.86  |
| 10 km marcha atlética       | Ruby Segura · Colômbia                                                         | 48:26.39 | Katherine Barreto · Equador                                                  | 50:47.23 | María Elena Potilla · Equador                                                       | 51:43.53 |
| Salto em altura             | María Arboleda · Colômbia                                                      | 1.82     | Maria Eduarda de Oliveira · Brasil                                           | 1.76     | Luisa Lopes · Brasil                                                                | 1.70     |
| Salto com vara              | Carolina Scarponi · Argentina                                                  | 3.80     | Júlia Calabretti · Brasil                                                    | 3.80     | Luna Pabón · ColômbiaLuiza Batista · Brasil                                         | 3.60     |
| Salto em comprimento        | Vanessa Sena · Brasil                                                          | 6.17     | Dana Jiménez · Colômbia                                                      | 6.05     | Victoria Zanolli · Argentina                                                        | 5.84     |
| Salto triplo                | Sylvana Behile · Equador                                                       | 12.96    | Valery Arce · Colômbia                                                       | 12.43    | Noemi Caicedo · Equador                                                             | 12.10    |
| Arremesso de peso           | Belsy Quiñónez · Equador                                                       | 15.09    | Edimara de Jesus · Brasil                                                    | 14.51    | Natalia Cardoso · Brasil                                                            | 14.15    |
| Lançamento de disco         | Ottaynis Febres · Venezuela                                                    | 47.52    | Stefania Mena · Colômbia                                                     | 47.33    | Samanta Lopes · Brasil                                                              | 46.78    |
| Lançamento do martelo       | Giuliana Baigorria · Argentina                                                 | 57.62    | Kimberly Assiz · Brasil                                                      | 55.04    | Florencia Sánchez · Argentina                                                       | 52.68    |
| Lançamento do dardo         | Milagros Rosas · Argentina                                                     | 47.52    | Malena Cordoba · Argentina                                                   | 46.36    | Hashly Ayovi · Equador                                                              | 45.02    |
| Heptatlo                    | Renata Godoy · Argentina                                                       | 5062     | Isabela Teixeira · Brasil                                                    | 4954     | Julia Leite · Brasil                                                                | 4917     |

### Misto
| Evento                 | Ouro                                                                         | Ouro    | Prata                                                                  | Prata   | Bronze                                                                     | Bronze  |
| ---------------------- | ---------------------------------------------------------------------------- | ------- | ---------------------------------------------------------------------- | ------- | -------------------------------------------------------------------------- | ------- |
| 4×400 metros estafetas | Colômbia · Óscar Leal · Isabella Hurtado · José David Mosquera · Paola Loboa | 3:24.31 | Argentina · Tomás Mirón · Malena Galván · Isabel Conde · Manuel Juárez | 3:27.72 | Equador · Elias Cañola · Genesis Cañola · Ian Andrey Pata · Xiomara Ibarra | 3:28.80 |

Legenda
| Recorde mundial       | Recorde mundial (World record)               |                       | Recorde africano                      | Recorde africano (African) |                                           | Q | Classificado por posição (Qualified) |
| Recorde do campeonato | Recorde do campeonato (Championship record)  | Recorde da América    | Recorde da América (Americas)         | q                          | Classificado por melhor tempo (Qualified) |   |                                      |
| Melhor marca do ano   | Melhor marca do ano (World leading)          | Recorde asiático      | Recorde asiático (Asian)              | DNS                        | Não largou (Did not start)                |   |                                      |
| Recorde nacional      | Recorde nacional (National record)           | Recorde europeu       | Recorde europeu (European)            | DNF                        | Não terminou (Did not finish)             |   |                                      |
| Recorde pessoal       | Recorde pessoal do atleta (Personal best)    | Recorde da Oceania    | Recorde da Oceania (Oceania)          | DSQ / DQ                   | Desclassificado (Disqualified)            |   |                                      |
| Recorde da temporada  | Recorde da temporada do atleta (Season best) | Recorde sul-americano | Recorde sul-americano (South America) | NM                         | Sem marca (No mark)                       |   |                                      |